# Randi Vestergaard Evaldsen
Randi Nuka Vestergaard Evaldsen (* 13. April 1984 in Sisimiut) ist eine grönländische Politikerin (Demokraatit).

## Leben
Sie ist die Tochter von Åge Hans und Anna Grethe Evaldsen. Sie schloss 2004 die Schule ab und war später in der Wirtschaft tätig, wo sie u. a. bei Pisiffik und TELE Greenland arbeitete. Sie ist verheiratet mit Bo Klarskov Larsen, mit dem sie die Tochter Aviaq hat.
Von 2013 bis 2014 war sie Vorsitzende der Jugendorganisation der Demokraatit. Sie kandidierte erstmals bei der Kommunalwahl 2013 und erhielt 97 Stimmen. Obwohl sie damit die meisten Stimmen von den vier Kandidaten der Demokraatit in der Qeqqata Kommunia erhielt, bekam die Partei nicht genügend Stimmen für einen Sitz im Kommunalrat. 2014 wurde sie Vizeparteivorsitzende der Demokraatit.
Bei der Parlamentswahl 2014 kandidierte sie und wurde knapp ins Inatsisartut gewählt. Bei der Folketingswahl 2015 trat sie ebenfalls an, wurde aber trotz der meisten Stimmen aller Kandidaten ihrer Partei nicht gewählt. Weil Anda Uldum sich beurlauben ließ, wurde Randi im November 2015 interim zur Ministerin für Erwerb, Arbeitsmarkt und Handel im Kabinett Kielsen I ernannt. Im Februar 2016 wurde sie schließlich Ministerin für Rohstoffe und Finanzen. Zwei Wochen später wurde sie zur Parteivorsitzenden der Demokraatit gewählt. Im Oktober 2016 zerbrach die Koalition und die Demokraatit schieden aus der Regierung aus. Bei der Kommunalwahl 2017 kandidierte sie in der Kommuneqarfik Sermersooq und wurde in den Kommunalrat gewählt.
Bei der Parlamentswahl 2018 konnte Randi ihren Sitz im Inatsisartut verteidigen. Im Juni 2018 wurde sie von Niels Thomsen als Parteivorsitzende abgelöst. Nachdem die erste und die zweite Vizebürgermeisterin Nivi Olsen und Malene Lynge sich im Kommunalrat beurlauben ließen, wurde Randi Vestergaard Evaldsen im August 2018 vertretungsweise zur Vizebürgermeisterin ernannt. Im März 2019 wurde sie interim wieder Parteivorsitzende für den beurlaubten Niels Thomsen. Am 1. August 2019 trat sie sowohl im Kommunalrat als auch im Parlament zurück, um einen Chefposten bei Brugseni anzunehmen.